# Tradescantia mcvaughii
Tradescantia mcvaughii är en himmelsblomsväxtart som beskrevs av David Richard Hunt. Tradescantia mcvaughii ingår i släktet båtblommor, och familjen himmelsblomsväxter. Inga underarter finns listade.